# Andy Plays Hero
Andy Plays Hero è un cortometraggio muto del 1914 diretto da Charles H. France.
Secondo cortometraggio della serie a un rullo The Adventures of Andy Clark prodotta dalla Edison che aveva come protagonista il giovanissimo Andy Clark.

## Trama
Sul letto di morte, Mary Worth affidò la sua bambina a Helen Turner, la sua più cara amica, raccomandandole di tenere lontana dalla figlia suo cognato Roger Steele, un uomo ignobile che avrebbe approfittato di lei, erede di una considerevole fortuna. Un mese più tardi, Steele, che aveva ottenuto l'autorità legale sulla nipote, si presenta a casa Turner per rivendicare i suoi diritti ma venne scacciato dalla signorina Turner. Indignato, promise di tornare con l'assistenza di un legale. Durante la sua assenza, la signorina Turner fuggì con la piccola rifugiandosi in un albergo. Di ritorno, Steele però venne a sapere da un cameriere dove si trovassero le fuggitive. Poiché il telefono non funzionava, la cameriera - per avvertire la sua padrona - scribacchiò una nota su un biglietto e, incontrato per strada Andy, glielo affidò, pregandolo di fare il più presto possibile.
Saltato sul retro di un taxi, Andy riuscì a raggiungere l'albergo prima di Steele, ma non sufficientemente presto per permettere alla signorina Turner di fuggire dai suoi inseguitori. Mentre Steele e l'avvocato tuonavano alla porta, ad Andy venne l'idea di farsi passare lui per la piccola. Cambiò così i suoi abiti con quelli della bambina, che era più o meno grande come lui, e poi la signorina Turner fece entrare Steele.

Mentre gli uomini erano impegnati a catturare la bambina che sgusciava loro dalle mani, la signorina Turner e il supposto messaggero non ebbero difficoltà a fuggire. Steele portò la presunta nipote a casa, dove aveva intenzione di darle una bella lezione con la frusta. A quel punto, Andy ritenne che il gioco era andato troppo avanti e dichiarò la sua vera identità, fuggendo poi via in tutta fretta per evitare la furia di Steele.

Pieno di indignazione virtuosa, quest'ultimo si recò in tribunale per lamentarsi della donna che non voleva consegnargli la sua cara nipotina. Venne però sbugiardato da Andy che raccontò come Steele voleva trattare la bambina: non a carezze, ma a frustate. Il tribunale, dopo la sua testimonianza, dichiarò ufficialmente miss Turner tutrice della bambina.

## Produzione
Il film fu prodotto dalla Edison Manufacturing Company.

## Distribuzione
Distribuito dalla General Film Company, il film - un cortometraggio di una bobina - uscì nelle sale cinematografiche degli Stati Uniti il 14 gennaio 1914.